# UEFA Champions League finalen 2027
UEFA Champions League finalen i 2027 er en fodboldkamp, der bliver spillet 5. juni 2027. Den er kulminationen på den 72. sæson i Europas fineste klubturnering for hold arrangeret af UEFA, og den 35. finale siden turneringen skiftede navn fra European Champion Clubs' Cup til UEFA Champions League.
Vinderne har ret til at spille mod vindere af UEFA Europa League 2026-27 i UEFA Super Cup 2027.